# Тополанзька ГЕС
Тополанзька ГЕС — гідроелектростанція в Узбекистані. Використовує ресурс із річки Тополангдар'я, правої притоки Сурхандар'ї, що в свою чергу є правою притокою Амудар'ї.
В 1980 – 1994 роках долину річки перекрили кам’яно-накидною греблею із глиняним ядром висотою 180 метрів та довжиною 410 метрів. Гребля утримує витягнуте по долині Тополангдар'ї на 25 кілометрів водосховище з площею поверхні 11,5 км2, об’ємом 500 млн м3 та глибиною до 164 метрів. Корисний об’єм становить 470 млн м3, чому відповідає коливання рівня між позначками 850 та 960 метрів НРМ.
При греблі облаштували електростанцію, яку ввели в дію двома чергами:
- в 2006-му запустили дві турбіни потужінстю по 15 МВт, що отримали станційні номери 3 та 4;
- в 2023-му стали до ладу дві трубіни потужністю по 72,5 МВт зі станційними номерами 1 та 2. Є відомості, що Тополанзька гребля була доведена до проектної висоти саме при спорудженні другої черги шляхом підйому гребеня на 20 метрів.